# Каварна-Схід
Каварна-Схід — невелике офшорне газове родовище, розташоване у болгарському секторі Чорного моря за кілька десятків кілометрів на південний схід від Варни.

## Характеристика
Родовище відкрили у 2010 році внаслідок спорудження самопідіймальною буровою установкою GSP Jupiter свердловини Kavarna East-1, закладеної між виявленими трохи раніше родовищами Каварна та Каліакра. На позначці у 839 метрів вона досягнула цільового резервуару у відкладеннях палеоцену, де зустріла газонасичений інтервал завтовшки 40 метрів (чиста товщина — 27 метрів) із пористістю на рівні 29 %.
Запаси родовища оцінюються у 0,27 млрд м3.
Розробку родовища планували здійснити шляхом підключення до інфраструктури, створеної раніше в межах розробки родовищ Каварна. Втім, через незначні ресурси Каварна-Схід поки так і не введене в розробку.